# 6349 Acapulco
A 6349 Acapulco (ideiglenes jelöléssel 1995 CN1) a Naprendszer kisbolygóövében található aszteroida. Masahiro Koishikawa fedezte fel 1995. február 8-án.